# Děčín
Děčín (németül: Tetschen) település Észak-Csehországban, az Ústecký kerületben. A város közel található a német határhoz, jelentőségét a városon áthaladó Prága−Drezda-vasútvonal (a Prága–Děčín-vasútvonal és a Drezda–Děčín-vasútvonal együttvéve) adja; Lakosainak száma 46 799 fő (2024. január 1.).

## Fekvése
Az Elba partján, Ústí nad Labem közelében fekvő település.

## Története

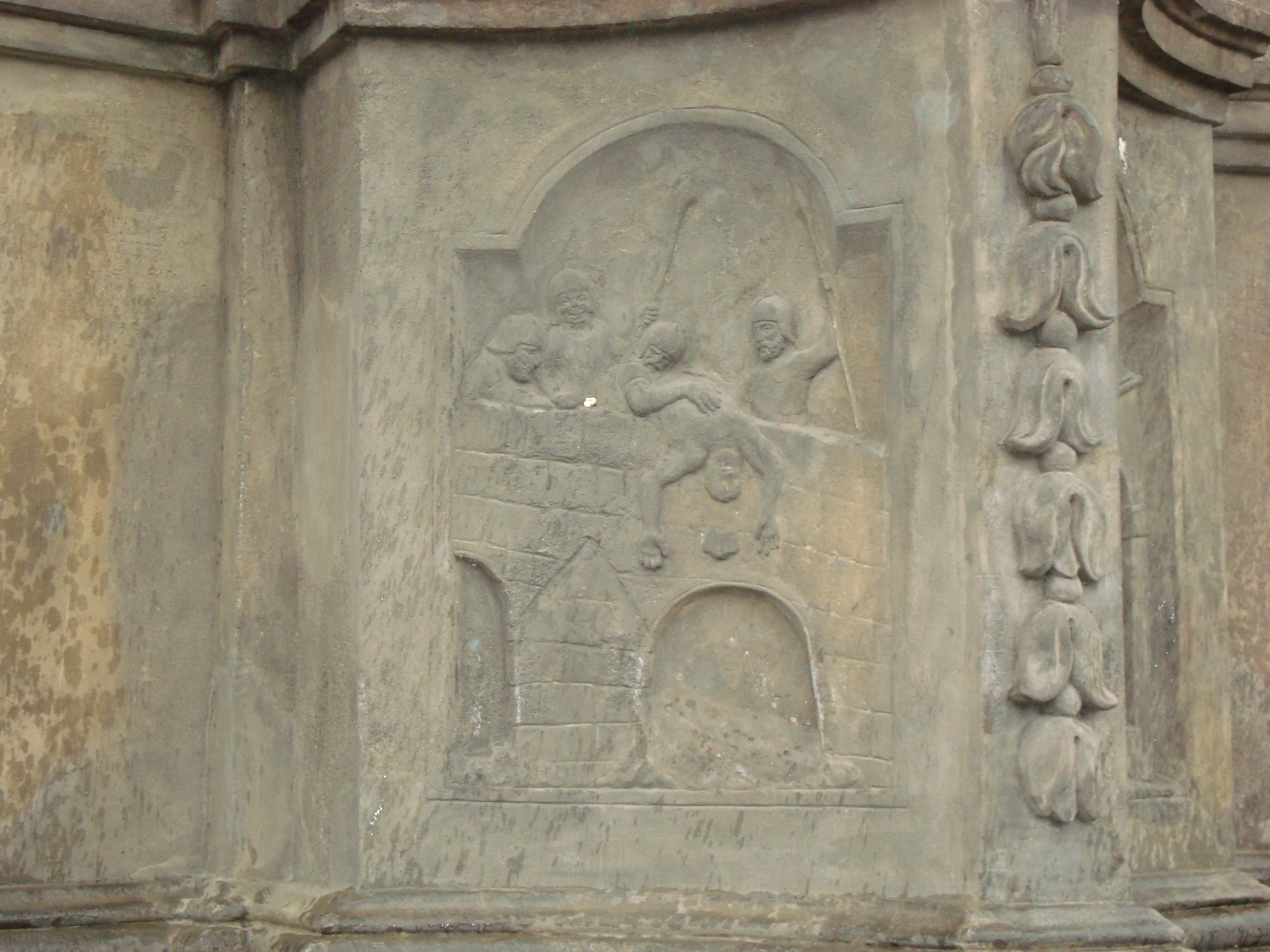
A régi kőhíd egy részlete

A környék egykor a nyugati szláv Děčan törzs székhelye volt, mely az Elba fölé várat épített. Az egykori Elba fölé emelt 12. századi vár helyén épült fel a děčíni kastély a folyó védelmére, barokk stílusban. 
A jelenleg is álló várkastély fokozatosan épült, először a védekezés céljából fából készült erőd épült itt, majd a 13. századi erőd helyén gótikus kő vár épült.
A 14. században többször is árvíz sújtotta a várost, ezért az egykori helyétől egy kicsit följebb költözött. Abban az időben a városnak már kereskedelmi és folyami halászati joga volt.
A huszita harcok idején többször is tűzvész pusztította a várost. A 16. és 17 században Decinnek több tulajdonosa is volt, többek között a Buna lovagok is, akiknek idejében gyors fejlődésnek indult a kereskedelem és a kézművesség is. Téglagyár, mészégető is működött Szintén a Buna lovagok tulajdonában voltak a kikötők, hajógyárak, és a kompok, amelyek jelentős bevételi forrást jelentettek. A város fennmaradt a harmincéves háború idején is, de fontossága ekkorra már csökkent.
A 19. század közepén további gyors fejlődést eredményezett az 1851-ben megnyitott Prága–Drezda vasútvonal, mely az Elba vonalát követve annak bal partján halad. 1901-ben városi rangot 1914-ben, pedig már mintegy 20 000 lakosa volt.
A város mellett folyó Elba itt már nemzetközi víziút egészen Hamburgig hajózható, de szép kirándulások tehetők innen az alig 50 km hosszú děčíni hegységben (děčínské stěny), mely a németországi „Szász Svájc” itteni folytatása.

## Közlekedés
A város nagyon fontos szerepet tölt be a (Hamburg-)Berlin-Prága-Brno-Pozsony-Budapest vasútvonal életében, hiszen ez az utolsó nemzetközi forgalmat bonyolító cseh vasútállomás a német határ előtt a közvetlen Děčín-Bad Schandau járatokat leszámítva (nekik Dolní Žleb). A Budapest-Keleti pályaudvarról induló vonatok is megállnak itt. A belföldi forgalomban is nagy szerepe van, nem véletlen tehát, hogy két nagyobb állomással is rendelkezik.
Hajóforgalma is jelentős: nemzetközi kikötővel rendelkezik az Elbán.

## Nevezetességek
- Szent Kereszt-templom
- Kastély
- Kikötő
- Sziklalabirintus
- Ploučnice folyó reneszánsz kőhídja

## Testvérvárosai
- Přerov, Csehország
- Jonava, Litvánia
- Pirna, Németország
- Rózsahegy, Szlovákia

## Népesség
A település népessége az elmúlt években az alábbi módon változott:
| Lakosok száma | 17 492 | 9698 | 50 010 | 39 375 | 54 661 | 49 106 | 49 739 | 48 809 | 46 337 | 46 799 |
|               | 1869   | 1900 | 1921   | 1961   | 1980   | 2011   | 2016   | 2019   | 2021   | 2024   |